# Dendrobium lanuginosum
Dendrobium lanuginosum är en orkidéart som beskrevs av Paul Ormerod. Dendrobium lanuginosum ingår i släktet Dendrobium, och familjen orkidéer. Inga underarter finns listade i Catalogue of Life.